# Lista de prefeitos de Ipueira
Esta é a lista de prefeitos de Ipueira, município brasileiro do estado do Rio Grande do Norte.
| Nº | Nome                         | Imagem | Partido                    | Início do mandato       | Fim do mandato         | Vice-prefeito                   | Observação              |
| -- | ---------------------------- | ------ | -------------------------- | ----------------------- | ---------------------- | ------------------------------- | ----------------------- |
| 1  | Luiz Nobile dos Santos       |        | ARENA                      | 14 de fevereiro de 1965 | 14 de março de 1969    | não encontrado                  | Prefeito e vice eleitos |
| 2  | Ivan de Araújo Gorgonio      |        | ARENA                      | 15 de março de 1969     | 14 de março de 1973    | Sandoval Alencar de Medeiros    | Prefeito e vice eleitos |
| 3  | Sandoval Alencar de Medeiros |        | ARENA                      | 15 de março de 1973     | 30 de janeiro de 1977  | Enock Pereira das Neves         | Prefeito e vice eleitos |
| 4  | Enock Pereira das Neves      |        | ARENA                      | 31 de janeiro de 1977   | 30 de janeiro de 1983  | não encontrado                  | Prefeito e vice eleitos |
| 5  | Anifrâncio da Cunha Macedo   |        | PDS                        | 31 de janeiro de 1983   | 31 de dezembro de 1988 | não encontrado                  | Prefeito e vice eleitos |
| 6  | Edgar Horácio de Medeiros    |        | PFL                        | 1º de janeiro de 1989   | 31 de dezembro de 1992 | Antônio Manoel de Medeiros      | Prefeito e vice eleitos |
| 7  | Anifrâncio da Cunha Macedo   |        | PFL                        | 1º de janeiro de 1993   | 31 de dezembro de 1996 | não encontrado                  | Prefeito e vice eleitos |
| 8  | Edgar Horácio de Medeiros    |        | PL                         | 1º de janeiro de 1997   | 31 de dezembro de 2004 | não encontrado                  | Prefeito e vice eleitos |
| 8  | Edgar Horácio de Medeiros    | PPS    | não encontrado             | 1º de janeiro de 1997   | 31 de dezembro de 2004 | Prefeito e vice eleitos         |                         |
| 9  | Concessa Araújo Macedo       |        | PFL                        | 1º de janeiro de 2005   | 31 de dezembro de 2012 | Agenor Medeiros de Lucena       | Prefeita e vice eleitos |
| 9  | Concessa Araújo Macedo       | DEM    | Prefeita e vice reeleitos  | 1º de janeiro de 2005   | 31 de dezembro de 2012 | Agenor Medeiros de Lucena       |                         |
| 10 | Paulo de Brito               |        | DEM                        | 1º de janeiro de 2013   | 31 de dezembro de 2016 | Antônio Pessoa do Nascimento    | Prefeito e vice eleitos |
| 11 | José Morgânio Paiva          |        | PMDB                       | 1º de janeiro de 2017   | 31 de dezembro de 2024 | Maria de Fátima Medeiros        | Prefeito e vice eleitos |
| 11 | José Morgânio Paiva          | MDB    | José Ribamar Leite Nóbrega | 1º de janeiro de 2017   | 31 de dezembro de 2024 | Prefeito reeleito e vice eleito |                         |
| 12 | Ademir José de Medeiros      |        | MDB                        | 1º de janeiro de 2025   | até a atualidade       | Antônio Pessoa do Nascimento    | Prefeito e vice eleitos |